# Kanton Nanterre-Sud-Ouest
Der Kanton Nanterre-Sud-Ouest war von 1985 bis 2015 ein französischer Wahlkreis im Arrondissement Nanterre, im Département Hauts-de-Seine und in der Region Île-de-France.
Der Kanton bestand aus einem Teil der Stadt Nanterre.

## Bevölkerungsentwicklung
| 1990   | 1999   | 2008   |
| ------ | ------ | ------ |
| 26 928 | 28 758 | 30 710 |